# الأحمر الدموي والأخت روز (رواية)
الأحمر الدموي والأخت روز (بالإنجليزية: Blood Red, Sister Rose)‏ هي رواية للكاتب الأسترالي توماس كينيلي، نشرت عام 1974، لأول مرة عن دار نشر كولينز.